# 大館市立山瀬小学校
大館市立山瀬小学校（おおだてしりつ やませしょうがっこう）は、秋田県大館市の旧北秋田郡田代町域にある公立小学校。

## 沿革
- 1962年（昭和37年）
  - 4月1日 - 赤川小学校と岩瀬小学校が統合し、「田代町立山瀬小学校」設立。同日、赤川・岩瀬両小学校の廃校式挙行。
  - 4月12日 - 開校式挙行。
  - 12月12日 - 新校舎第一期工事完了。
- 1963年（昭和38年）
  - 5月7日 - 実質統合記念祝賀会開催。同日、鼓笛隊編成。
  - 8月20日 - 新校舎第二期工事完了。
  - 8月24日 - 新校舎へ移転。
  - 8月26日 - この日を開校記念日とする。
- 1964年（昭和39年）
  - 8月22日 - 校歌制定。
  - 8月24日 - 校章制定。
  - 9月1日 - 新校舎第三期工事（体育館）完了。
  - 9月9日 - 新校舎落成記念式典挙行。
  - 12月30日 - 中庭整備池工事完了。
- 1968年（昭和43年）9月10日 - グラウンド拡張整地。
- 1972年（昭和47年）7月20日 - プール工事完了。
- 1977年（昭和53年）
  - 3月5日 - 校旗が学区民より寄贈される。
  - 3月11日 - 火災発生により、管理棟の一部が焼ける。
- 1979年（昭和54年）6月17日 - 体力つくり遊具がグラウンドに設置。
- 1982年（昭和57年）8月26日 - 設立20周年記念式典挙行。校門へ校章取り付け。
- 1985年（昭和60年）11月30日 - 部室新築竣工。
- 1986年（昭和61年）8月23日 - 管理棟屋根改修工事竣工。
- 1990年（平成2年）2月 - 遊具がグラウンドに新設。
- 1991年（平成3年）
  - 7月 - 金管バンド編成。
  - 8月 - 校舎大規模改修着工。
- 1992年（平成4年）
  - 2月1日 - 校舎大規模改修第一期工事完了。
  - 6月23日 - 校舎大規模改修第二期工事着工。
  - 11月22日 - 学校設立30周年記念式典挙行。
  - 11月30日 - 校舎大規模改修第二期工事完了。
- 1994年（平成6年）
  - 6月25日 - プール浄化装置新設。
  - 12月29日 - 校門修復。
- 1998年（平成8年）
  - 3月5日 - 新体育館受け渡し。
  - 3月7日 - 体育館完成を祝う集会が行われた。
- 1998年（平成10年）
  - 6月30日 - プール入口屋根防水補修工事と中庭池漏水工事完了。
  - 8月25日 - ロータリー前外講舗装工事完了。
- 2000年（平成12年）
  - 9月13日 - 本校浄化槽閉鎖。
  - 9月29日 - パソコン設置完了（20台）。
- 2001年（平成13年）
  - 2月9日 - 屋外スピーカー増設（放送室前）。
  - 2月19日 - 体育館ワイヤレスアンテナ増設。
- 2005年（平成17年）6月20日 - 田代町が大館市に合併された事により、「大館市立山瀬小学校」と改称。
- 2008年（平成20年）4月1日 - 山田小学校と越山小学校を統合。
- 2012年（平成24年）
  - 8月26日 - 創立50周年の開校記念日。
  - 10月21日 - 学校創立50周年記念式典挙行。
- 2017年（平成29年）
  - 6月23日 - 体育館外壁修繕工事。
  - 8月18日 - エアコン設置工事完成（職員室・保健室）。
  - 9月10日 - 外灯2基設置工事完了（職員玄関前・農具小屋前）。

## 周辺
- 山瀬児童仲良しクラブ - 本校校舎内
- 大館市田代学校給食センター - 敷地が隣接。
- 大館市立田代中学校 - 敷地が隣接。主な進学先でもある。
- 下岩瀬集会所
- 国道7号
- あきた北農業協同組合JAグリーンたしろ

## アクセス
- 秋北バス大館鷹巣線（団地前経由）で、「山瀬小学校前」停留所下車。
- 大館能代空港から、
  - 空港リムジンバスで29分、「山瀬小学校前」バス停下車。
  - 車で約35分（約17km）。
- JR奥羽本線早口駅から、
  - 徒歩で約30分（約1.9km）。
  - 車で約4分（約2km）。